# Webglobe
Webglobe je evropský poskytovatel webhostingu a registrátor domén se sídlem na Slovensku, v České republice a v Srbsku. Krom sdíleného hostingu pro malé a střední podniky nabízí také individuální serverová a cloudová řešení pro velké firmy.
Webglobe je členem sdružení CZ.NIC z.s.p.o., EURid, SK-NIC a RNIDS, tzn. akreditovaným registrátorem domén .CZ, .EU, .SK a .RS. Krom nich nabízí dalších cca 380 doménových koncovek.

## Historie firmy
Společnost Webglobe (anebo spíše její původní předchůdce) byla založena na Slovensku jako WEBGLOBE, s.r.o. 15. 1. 1999. Jejími zakladateli byli Igor Strečko a Juraj Hanták.
Původně se firma soustředila na design a programování webových stránek. Brzy však do portfolia doplnila i webhosting a registraci domén.
V roce 2001 spustila první web specializovaný na webhostingové služby vasadomena.sk, který rozhodl o dalším směřování firmy. Během svojí historie firma akvizovala několik lokálních slovenských konkurentů z oblasti webhostingu, správy serverů a registrace domén, jako například:
- Redhost (webhostingová služba contentového portálu Azet.sk)
- Nic.sk
- Syphon.sk
- a pár menších projektů (Suloco, MacHosting, Gator.sk, PremiumHosting).

V roce 2014 došlo k akvizici webhostingové firmy Yegon v a následné přejmenování na Webglobe-Yegon, s.r.o., podnikající pod značkou WY.
V roce 2019 do firmy vstoupil finanční investor private equity fond Sandberg Capital, který se zasloužil o ještě rychlejší akviziční růst a profesionalizaci procesů.
Ještě v témže roce Webglobe akvizoval slovenského konkurenta Atlantis Systems.
V roce 2019-21 Webglobe vstoupil na český trh akvizicí společnosti IGNUM
(vlastník webu domena.cz, změna IGNUM na Webglobe až v roce 2021).
V roce 2020 tento IGNUM nakoupil další poskytovatele webhostingu a příbuzných služeb: firmu Stable.cz 
a její dceřinou společnost Profitux, sesterské firmy Hosting 90 systems 
a Hosting zdarma a dva menší závody Axfone 
a CZ Hosting. Na Slovensku firma odkoupila menší firmu WebhostingY.sk.
V roce 2021 se firma na Slovensku přejmenovala zpět na Webglobe a přetransformovala na akciovou společnost Webglobe, a.s.
V roce 2021 firma přejmenovala českou firmu IGNUM, s.r.o. na Webglobe s.r.o. 
a spustila proces slučování všech akvizovaných společností do jedné právní entity, stejně jako slučování pod jednu značku Webglobe a pod jednu webhostingovou technologii.
V témže roce Webglobe ještě v ČR koupil firmy ONEbit 
a Savana.cz, 
a také otevřel pobočku v Srbsku nákupem třech tamních poskytovatelů webhostingu: NiNet, Eutelnet a Panet
V roce 2021 z firmy odešel jeden z jejích původních zakladatelů, Juraj Hanták. Akcionáři zůstali Igor Strečko a Sandberg Capital.
V roce 2023 pobočka v ČR patřila mezi TOP registrátory a se svými webhostingovými balíčky se umisťuje na předních příčkách v online srovnáních.

## Současnost
Firma aktuálně (k lednu 2023) spravuje okolo 1 200 fyzických a přes 3 000 virtuálních serverů v cca. 10 datových centrech a zaměstnává přibližně 100 zaměstnanců a spolupracovníků (v ČR, SR a RS).
Webglobe má okolo 125 000 zákazníků. Mezi největší v ČR patří: Slevomat, Glami, Bonami, Hotel.cz, Biano, AffilBox, UlovDomov.cz, Nordic Telecom, Seyfor (dříve Solitea), StartupJobs.cz. Na Slovensku pak Dedoles, Riesenia.com, Tatra banka a Pravda.sk, v Srbsku lékárna Lilly.
Aktuální[kdy?] pozice firmy Webglobe na trhu webhostingu, registrace domén a manažované serverové infrastruktury:
- Slovensko #2
- Česko #3
- Srbsko #3